# Serie B 1964/1965
Soutěžní ročník Serie B 1964/1965 byl 33. ročník druhé nejvyšší italské fotbalové ligy. Konal se od 13. září 1964 do 20. června 1965. 
Nejlepšími střelci byli italští hráči Virginio De Paoli (Brescia) Sergio Clerici (Lecco), oba vstřelili 20 branek.

## Události
Z 1. ligy sestoupila Modena, SPAL a Bari. Naopak postup ze 3. ligy slavilo po 2 letech Reggiana, po 8 letech se vrátilo Livorno a poprvé v klubové historii postoupilo Trani.
Soutěž vyhrála Brescia, která se do Serie A vrátilo po 18 letech. Postoupil ještě Neapol a SPAL. Naopak sestup do Serie C byl pro Parmu, Triestinu a Bari. 

## Účastníci
| Klub        | Město         | Stadion                            | Trenér | Minulá sezona                            |
| ----------- | ------------- | ---------------------------------- | --- | ---------------------------------------- |
| Alessandria | Alessandria   | Stadio Giuseppe Moccagatta         | Anselmo Giorcelli + Giulio Cappelli (1. kolo) Henri-Gérard Augustine + Giulio Cappelli (2.–26. kolo) Aristide Coscia + Giulio Cappelli | 17. místo v Serii B                      |
| Bari        | Bari          | Stadio della Vittoria              | Paolo Tabanelli (1.–8. kolo) Francesco Capocasale + Onofrio Fusco (9.–19. kolo) Francesco Capocasale (20.–34. kolo) Hugo Lamanna       | 18. místo Serii A (sestup)               |
| Benátky     | Benátky       | Stadio Pierluigi Penzo             | Camillo Achilli | 13. místo v Serii B                      |
| Brescia     | Brescia       | Stadio Mario Rigamonti             | Renato Gei | 7. místo v Serii B                       |
| Catanzaro   | Catanzaro     | Stadio Comunale                    | Leandro Remondini | 10. místo v Serii B                      |
| Lecco       | Lecco         | Stadio Mario Rigamonti-Mario Ceppi | Angelo Piccioli | 5. místo v Serii B                       |
| Livorno     | Livorno       | Stadio Comunale                    | Guido Mazzetti (1.–16. kolo) Dino Bonsanti + Vasco Lenzi (17.–22. kolo) Carlo Parola                                                   | 1. místo ve skupině B v Serii C (postup) |
| Modena      | Modena        | Stadio Alberto Braglia             | Maino Neri | 16. místo Serii A (sestup)               |
| Monza       | Monza         | Stadio "Città di Monza"            | Vittorio Malagoli (1.–31. kolo) Vincenzo Rigamonti                                                                                     | 15. místo v Serii B                      |
| Neapol      | Neapol        | Stadio San Paolo                   | Bruno Pesaola | 8. místo Serii B                         |
| Padova      | Padova        | Stadio Silvio Appiani              | Serafino Montanari | 4. místo v Serii B                       |
| Palermo     | Palermo       | Stadio La Favorita                 | László Székely (1.–8. kolo) Čestmír Vycpálek (9.–11. kolo) Carlo Facchini                                                              | 12. místo Serii B                        |
| Parma       | Parma         | Stadio Ennio Tardini               | Bruno Dazzi (1.–10. kolo) Bruno Arcari                                                                                                 | 15. místo v Serii B                      |
| Potenza     | Potenza       | Stadio Alfredo Viviani             | Egizio Rubino | 9. místo v Serii B                       |
| Pro Patria  | Busto Arsizio | Stadio Comunale                    | Paolo Todeschini | 13. místo v Serii B                      |
| Reggiana    | Reggio Emilia | Stadio Mirabello                   | Dino Ballacci | 1. místo ve skupině A v Serii C (postup) |
| SPAL        | Ferrara       | Stadio Comunale                    | Giovan Battista Fabbri (1.–9. kolo) Francesco Petagna                                                                                  | 17. místo Serii A (sestup)               |
| Trani       | Trani         | Stadio Comunale                    | Vincenzo Marsico (1.–11. kolo) Guido Roncarati (12.–14. kolo) Felice Arienti                                                           | 1. místo ve skupině C v Serii C (postup) |
| Triestina   | Terst         | Stadio Comunale                    | Mario Renosto + Sandro Puppo (1.–11. kolo) Mario Renosto (12.–15. kolo) Mario Renosto + Annibale Frossi                                | 10. místo v Serii B                      |
| Verona      | Verona        | Stadio Marcantonio Bentegodi       | Giancarlo Cadé | 5. místo v Serii B                       |

## Tabulka
| Poř. | Tým         | Z  | V  | R  | P  | VG | OG | B  |
| ---- | ----------- | -- | -- | -- | -- | -- | -- | -- |
| 1.   | Brescia     | 38 | 18 | 13 | 7  | 46 | 28 | 49 |
| 2.   | Neapol      | 38 | 16 | 16 | 6  | 45 | 21 | 48 |
| 3.   | SPAL        | 38 | 17 | 13 | 8  | 40 | 27 | 47 |
| 4.   | Lecco       | 38 | 16 | 14 | 8  | 50 | 23 | 46 |
| 5.   | Potenza     | 38 | 15 | 14 | 9  | 55 | 40 | 44 |
| 6.   | Padova      | 38 | 14 | 14 | 10 | 32 | 23 | 42 |
| 7.   | Modena      | 38 | 11 | 19 | 8  | 36 | 28 | 41 |
| 8.   | Catanzaro   | 38 | 9  | 20 | 9  | 24 | 26 | 38 |
| 9.   | Alessandria | 38 | 12 | 13 | 13 | 37 | 43 | 37 |
| 10.  | Pro Patria  | 38 | 13 | 11 | 14 | 32 | 45 | 37 |
| 11.  | Reggiana    | 38 | 11 | 14 | 13 | 34 | 27 | 36 |
| 12.  | Palermo     | 38 | 12 | 12 | 14 | 43 | 43 | 36 |
| 13.  | Benátky     | 38 | 9  | 18 | 11 | 30 | 33 | 36 |
| 14.  | Verona      | 38 | 10 | 16 | 12 | 38 | 44 | 36 |
| 15.  | Trani       | 38 | 12 | 11 | 15 | 29 | 44 | 35 |
| 16.  | Livorno     | 38 | 11 | 12 | 15 | 32 | 33 | 34 |
| 17.  | Monza       | 38 | 9  | 16 | 13 | 32 | 45 | 34 |
| 18.  | Bari        | 38 | 10 | 13 | 15 | 32 | 41 | 33 |
| 19.  | Triestina   | 38 | 8  | 12 | 18 | 26 | 48 | 28 |
| 20.  | Parma       | 38 | 7  | 9  | 22 | 23 | 54 | 23 |

Poznámky
- Z = Odehrané zápasy; V = Vítězství; R = Remízy; P = Prohry; VG = Vstřelené góly; OG = Obdržené góly; B = Body
- za výhru 2 body, za remízu 1 bod, za prohru 0 bodů.

|  | Postup do Serie A |
|  | Sestup do Serie C |

## Střelecká listina
| Pořadí | Jméno              | Klub        | Branky |
| ------ | ------------------ | ----------- | ------ |
| 1.     | Virginio De Paoli  | Brescia     | 20     |
| 1.     | Sergio Clerici     | Lecco       | 20     |
| 3.     | Silvino Bercellino | Potenza     | 18     |
| 4.     | Enrico Muzzio      | SPAL        | 13     |
| 5.     | Italo Carminati    | Padova      | 12     |
| 5.     | Lorenzo Bettini    | Alessandria | 12     |
| 5.     | Giampiero Calloni  | Reggiana    | 12     |
| 5.     | Cané               | Neapol      | 12     |
| 5.     | Oliviero Conti     | Modena      | 12     |
| 5.     | Ermanno Cristin    | Monza       | 12     |